# Федорчук, Виталий Васильевич
Вита́лий Васи́льевич Федорчу́к (27 декабря 1918, Огиевка, Сквирский уезд, Киевская губерния, УНР — 29 февраля 2008, Москва, Россия) — советский и украинский государственный деятель, деятель органов госбезопасности. Председатель КГБ Украинской ССР (1970—1982), председатель КГБ СССР (1982), министр внутренних дел СССР (1982—1986). Генерал армии (1982).
Член КПСС с 1940 года. Депутат Верховного Совета СССР 8—11 созывов (1970—1989).

## Биография
Родился в селе Огиевка Сквирского уезда Киевской губернии Украинской Народной Республики (ныне в Ружинском районе Житомирской области Украины) в крестьянской семье. Украинец. По окончании семилетки, в 1934 году устроился на работу в многотиражные издания, работал в районных газетах Житомирской и Киевской областей.
На военной службе состоял с 1936 года. Окончил Киевское военное училище связи имени М. И. Калинина (1939), после чего он был принят на службу в органы военной контрразведки. Высшее образование получил позднее, окончив заочно Высшую школу КГБ при Совете министров СССР (1960).
В органах госбезопасности с марта 1939 года. Служил помощником оперативного уполномоченного особого отдела НКВД Уральского военного округа, с июня 1939 года — заместитель начальника особого отдела НКВД 82-й мотострелковой дивизии в Забайкальском военном округе. На этой должности участвовал в боевых действиях на реке Халхин-Гол (1939) и в Великой Отечественной войне, когда дивизия в октябре 1941 года была переброшена на Западный фронт в 5-ю армию, воевавшую на Можайском направлении. В боях под Можайском Виталий Федорчук был тяжело ранен в кость, но после лечения вернулся в строй. С марта 1942 года — начальник особого отдела НКВД 92-й танковой бригады на Калининском, Западном и Северо-Кавказском фронтах. С сентября 1943 года — заместитель начальника отдела контрразведки СМЕРШ (с 1946 — МГБ СССР Ярославского, с 1944 года — Калининского гарнизонов.
В феврале 1949 года назначен начальником отдела Управления особых отделов МГБ СССР по Московскому военному округу (МВО), в декабре 1950 — на аналогичной должности по Центральной группе войск в Австрии. В 1954 году он был понижен до заместителя начальника возглавляемого им ранее отдела. С июля 1955 года — заместитель начальника, с 1958 года — начальник особого отдела КГБ по МВО. В феврале 1963 года стал заместителем начальника, а в феврале 1966 года — начальником Управления особых отделов КГБ СССР Группы советских войск в Германии. На этой должности Федорчук пережил трагедию — самоубийство сына Евгения, который застрелился из табельного пистолета Виталия Васильевича. Это вызвало служебное расследование, которое, впрочем, не помешало дальнейшей карьере.
В феврале 1967 году Федорчук становится начальником 3-го Главного управления КГБ СССР (военная контрразведка) при Совете министров СССР.
С 18 июля 1970 года — председатель КГБ при Совете министров Украинской ССР и член Коллегии КГБ СССР. Вспоминал, что председатель КГБ СССР Андропов «требовал, чтобы мы ежегодно в Украине сажали [за национализм] 10-15 человек. И мне стоило невероятных усилий, вплоть до конфиденциальных обращений к Брежневу, чтобы количество украинских диссидентов ежегодно ограничивалось двумя-тремя людьми». При этом Федорчук уверял, что Андропов тайно поддерживал наиболее антигосударственно настроенных персон диссидентского движения, называя фамилии Солженицына, Евтушенко, Буковского, Высоцкого, Любимова и других.
С 26 мая по 17 декабря 1982 года (c переходом Ю. В. Андропова в секретари ЦК КПСС и до его прихода к власти) — Председатель КГБ СССР. Сразу после избрания последнего Генеральным секретарём ЦК КПСС Федорчук был переведён из КГБ в МВД. «Недовольство вызывала у него и деятельность нового председателя КГБ Федорчука», — отмечал в своих воспоминаниях про генсека Андропова Горбачёв, указывая, что «выбор Федорчука был сделан самим Брежневым», а последующее назначение Федорчука на пост министра внутренних дел произошло, «дабы не конфликтовать с Украиной и Щербицким». Как вспоминал сам Виталий Васильевич в своём последнем интервью, в декабре 2006 года, Андропов «ненавидя меня и желая хоть как-то унизить, освободил с должности Председателя КГБ СССР и назначил главным милиционером страны».
Указом Президиума Верховного Совета СССР от 17 декабря 1982 года был назначен министром внутренних дел СССР с освобождением от обязанностей председателя КГБ СССР; в тот же день ему было присвоено воинское звание «генерал армии». В должности министра сменил Н. А. Щёлокова, против которого было возбуждено уголовное дело. «Первую итоговую расширенную коллегию он проводил не в здании МВД, а у себя на Лубянке, в здании КГБ», — вспоминал генерал-полковник внутренней службы И. Ф. Шилов. По мнению автора книги «Жизнь замечательных людей», Сергея Кредова, звание генерала армии Виталию Васильевичу при переводе в МВД было дано «в качестве компенсации за моральный ущерб», обещали ещё наградить звездой Героя Социалистического Труда (по другим данным — звездой Героя Советского Союза), но не наградили.
Федорчук предпринял попытку борьбы с коррупцией в системе МВД СССР. При нём за два с небольшим года были уволены из милиции около 90 тысяч человек (по другим данным — 220 тысяч, но в это число, по-видимому, входят уволенные по возрасту и болезни). При этом Федорчук не любил научные и аналитические подразделения МВД, которые считал прибежищем высокооплачиваемых бездельников. Всех управленцев и преподавателей учебных заведений МВД в званиях до подполковника, а в Москве — до полковника включительно, он заставлял в свободное время патрулировать улицы в качестве рядовых милиционеров. В августе 1983 года отправил будущему генеральному секретарю К. У. Черненко копчёную рыбу, из-за которой тот тяжело отравился и значительную часть своего правления провёл в Центральной клинической больнице.
В январе 1986 года освобождён Михаилом Горбачёвым от министерской должности и зачислен военным инспектором-советником в Группу генеральных инспекторов Министерства обороны СССР, ликвидированную в 1992 году. Тогда же был отправлен в отставку. По характеристике Лигачёва «очень сухая, бледная личность с не очень большим интеллектом». Некоторые мемуаристы (например, сотрудники разведки генерал-лейтенанты В. А. Кирпиченко, Н. С. Леонов и др.) характеризовали его как руководителя честного, «трудоголика», но упрямого, жёсткого и грубого, некомпетентного в вопросах разведки.
Увольнение перенёс тяжело. У него был обширный инсульт, две недели он лежал в беспамятстве. И полностью здоровье не восстановилось. Он пережил своего сына, жену и дочь — и остался в одиночестве, не принятый в ветеранских коллективах КГБ и МВД к чему и не стремился и вел уединенный образ жизни общаясь только с близкими и друзьями, как и многие ветераны получая открытки и поздравления с праздниками. 
Умер в Москве 29 февраля 2008 года на 90-м году жизни после госпитализации в Госпиталь Щукинская 20, для военнослужащих. 
Болезнь Паркинсона дала осложнения, и несмотря на улучшение состояния в госпитале, впал в кому и умер 29 февраля. Похоронен на Головинском кладбище Москвы (25 уч.).

## Семья
- Вторая жена — Любовь Сергеевна Федорчук (02.10.1920 — 21.09.1993)
- Сын — Евгений Витальевич Федорчук (02.02.1942 — 05.01.1967) (застрелился)[14]
- Дочь — Татьяна Витальевна Федорчук (в замужестве Кузнецова)[15] (02.12.1945 — 08.09.1994).
- Внучка — Екатерина Вячеславовна Кузнецова (1967—2003)[15]. Сын - Федорчук Виталий Витальевич

## Награды
- орден Ленина (1977)
- орден Октябрьской Революции (1971)
- 2 ордена Трудового Красного Знамени (1973, 1980)
- орден Отечественной войны 1-й степени (1985)
- 3 ордена Красной Звезды (24.05.1943, 1943, 1952)
- Медаль «За боевые заслуги» (1945)
- Медаль «За оборону Москвы» (1944)
- Медаль «За оборону Кавказа» (1945)
- Медаль «За отличие в охране государственной границы СССР» (1968)
- Медаль «За укрепление боевого содружества» (1981)
- Ряд других медалей.
- Знак «Почётный сотрудник госбезопасности» (1965)
- Боевой орден «За заслуги перед народом и Отечеством» I степени (ГДР, 1970)
- Орден «За заслуги перед Отечеством» (ГДР, 1975)
- Орден «9 сентября 1944 года» I степени (НРБ, 1974)
- Орден Красного Знамени (ЧССР, 1970)
- Офицер ордена Возрождения Польши (ПНР, 1972)
- Орден Сухэ-Батора (МНР)
- Орден «За боевые заслуги» (МНР, 19.08.1969)
- Орден Полярной звезды (МНР)
- Медаль «Братство по оружию» (ПНР, 12.10.1988)
- Медаль «30 лет Халхин-Гольской Победы» (МНР, 1969)
- Медаль «30-я годовщина Революционных Вооруженных сил Кубы» (Куба, 24.11.1986)

## Воинские и специальные звания[16]
- лейтенант (1939)
- младший лейтенант государственной безопасности (1939)
- лейтенант государственной безопасности (1940)
- старший лейтенант государственной безопасности (1941)
- майор государственной безопасности (1943)
- подполковник (1947)
- полковник (1951)
- генерал-майор (18.02.1958)
- генерал-лейтенант (27.10.1967)
- генерал-полковник (14.12.1970)
- генерал армии (17.12.1982)